# Runologi

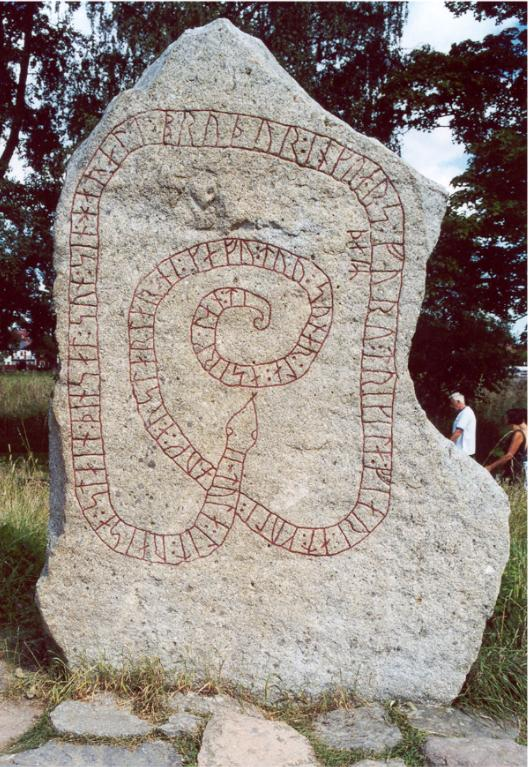
Runtext på Gripsholmsstenen.

Runologi är läran om runor och runinskrifter. Runologin är av tradition främst en språklig disciplin där läsning och tolkning av runinskrifter står i centrum. En person som sysslar med runologi kallas runolog.

## Historik

### 1500-tal
När det vetenskapliga intresset för runorna väcktes under 1500-talet var runorna ännu i praktiskt bruk i vissa delar av landet, som på Gotland och i Dalarna. Tydligen fanns också kunskapen hos vissa bokligt bildade, men där kanske mer av kuriosaintresse. Sveriges förste boktryckare Paulus Griis i Uppsala har exempelvis någon gång under åren 1510–1519 skrivit sitt namn med runor i en bok som han ägde och på 1540-talet försåg kyrkoherden Joannes Olai Calmariensis en vägg i högkoret i Runstens kyrka på Öland med följande text i runor: "Var och en som detta läser: Denna kyrka heter Runsten. Det bör kyrkoherden kunna, runor läsa och skriva."
Till de tidigaste vetenskapliga verken hör en liten otryckt skrift, "Om runskrift", författad av Olaus Petri, där han redogör för principerna för den yngre 16-typiga runraden. Från ungefär samma tid härrör ett "Alphabetum Gothicum", som Johannes Magnus offentliggjorde 1554 i sin Gothorum Sveonumque Historia och som hans bror Olaus Magnus återgav i sin Historia de Gentibus Septentrionalibus (Historia om de nordiska folken) året efter. Runorna återges här uppställda i alfabetisk ordning.

### 1600-tal
Den som fick störst betydelse för framväxten av runologin som vetenskaplig disciplin var Johannes Bureus. 1599 tryckte han sin stora runtavla eller Runakänslanäs läräsban. Bureus ville t.o.m. avskaffa den latinska skriften till förmån för runorna och skrev därför en lärobok, Rvna ABC boken, som han ville få införd i skolorna. Boken trycktes i flera upplagor 1611, 1612 och 1624.
Förmodligen var Bureus tryckta arbeten den främsta källan när svenska officerare ibland använde runskrift som kod i meddelanden under trettioåriga kriget.
Bureus viktigaste insats för runologin är det omfattande uppteckningsarbetet av runinskrifter, som han utförde tillsammans med medhjälpare som Johan Håkansson Rhezelius och Martin Aschaneus. Tillsammans upptecknade de cirka 660 runinskrifter, varav cirka 540 i Uppland. Redan 1602 hade Bureus förärat den dåvarande hertig Karl, sedermera Karl IX en handskrift ("Runahäfd") med avbildningar och tolkningar av tio runstenar, som kan uppfattas som startpunkten för det svenska runverket.
En yngre samtida till Bureus, var den danske läkaren Ole Worm, som i sina verk Runir seu danica litteratura antiquissima (1636, 2. uppl. 1651) och Monumenta danica (1643) gav ut drygt 200 företrädesvis danska och norska runinskrifter. Till skillnad från Bureus hade han i de flesta fall inte själv undersökt dessa, utan förlitade sig på teckningar och uppteckningar gjorda av andra.
1667 bildades på Magnus Gabriel de la Gardies initiativ Antikvitetskollegiet i Uppsala till vilket knöts många tidens lärde. Den drivande kraften blev dock kollegiets sekreterare Johan Hadorph, som bland annat tog initiativ till landets första fornminnesinventering, de så kallade Rannsakningar efter antikviteter, där särskilt runstenar uppmärksammades. Under Hadorphs ledning företogs också årliga resor runt om i landet för att avbilda kyrkor, fornlämningar och företrädesvis runstenar. På detta sätt blev långt mer än 1000 av landets runstenar avritade och träsnitt framställdes för en kommande publicering. Av det planerade verket hann Hadorph själv bara publicera Färentuna Häradz Runstenar, som utkom 1680.
En av Hadorphs medarbetare var Johan Peringer, sedermera adlad Peringskiöld, som anställdes 1680 som ritare vid Antikvitetskollegiet. Peringskiöld var en mycket skicklig tecknare och han fick snart arbeta på egen hand. Det var också han som efter Hadorphs död 1693 fick uppdraget att fortsätta arbetet med det planerade runverket. Peringskiöld menade dock att runstenarna inte skulle behandlas separat utan ingå i ett större verk, Monumenta Sveo-Gothorum, som också skulle omfatta fornlämningar av annat slag, kyrkor, gravstenar m.m. Av detta verk lyckades han endast slutföra ett par uppländska härader.
Trots det hängivna insamlingsarbetet och de noggranna avbildningar som utfördes är 1600-talets runforskning till stora delar präglad av de storvulna och föga verklighetsförankrade idéer, som framför allt Olof Rudbeck d.ä. stod för. Exempelvis kunde runstenarna dateras till en mycket avlägsen tid, i vissa fall till strax efter syndafloden. Till den viktigaste insatsen av bestående värde – förutom alla runstensavbildningar – hör Magnus Celsius dechiffrering av de stavlösa runorna (eller hälsingerunorna) 1674.

### 1700-tal
De mer än tusen träsnitt, som hade framställts under Hadorphs och Peringskiölds ledning, gavs ut först 1750 av Johan Göransson i en samlingsvolym kallad Bautil. Verket innehåller förutom en rudbeckianskt färgad inledning endast träsnitten med kortfattade ortsangivelser.
Det rudbeckianska synsättet var levande långt in på 1700-talet, men snart märktes en nyorientering, bland annat beträffande dateringen av runstenarna. Man insåg att de inte alls var så gamla som man tidigare hade räknat med, utan att de i de flesta fall hade tillkommit under kristen tid. Viktiga företrädare för denna nya inriktning var Olof Celsius d.ä. och Nils Reinhold Brocman.

### 1800-tal
Intresset för runstudier hade varit svalt under den senare delen av 1700-talet, men väcktes åter i början av 1800-talet. En avgörande roll spelade Johan Gustaf Liljegren, som 1832 utgav sin Run-Lära, vilket året efter följdes av hans Runurkunder, som var avsedd att innehålla alla då kända runinskrifter. Dessa återgavs dock endast i translitterering utan tolkning och närmare kommentarer.
Inskrifter med den 24-typiga runraden var obegripliga ännu för det tidiga 1800-talets runforskare. Äran av att först ha genomskådat större delen av detta teckensystem tillfaller dansken J. H. Bredsdorff, som genom att kombinera runraden på Vadstenabrakteaten med det anglosaxiska runalfabetet lyckades läsa och till stora delar tyda runinskriften på Gallehushornet. Resultatet publicerade han 1839 i en kort artikel på tyska (Über die Inschrift auf dem lezt gefundenen Goldenen Horne). Bredsdorffs tolkning förbättrades senare genom insatser av bl.a. P. A. Munch, Sophus Bugge och Otto von Friesen. Det inbördes förhållandet mellan den 16-typiga och 24-typiga runraden var länge oklart. 1874 kunde dock den danske forskaren Ludvig Wimmer visa att den 16-typiga runraden hade utvecklats ur den 24-typiga.
En viktig milstolpe i runologins historia är också Bugges tolkning av Rökstenen, som utkom 1878. Han kom att återvända till denna sten i ytterligare två skrifter, den sista utkommen postumt 1910. 1891 började Sophus Bugge ge ut det stora korpusverket Norges indskrifter med ældre runer och två år senare kom första bandet av De danske runemindesmærker av Ludwig Wimmer. Redan i början av 1880-talet hade Hans Hildebrand väckt idén om ett modernt svenskt runverk och fältarbeten genomfördes under 1880- och 1890-talen i Södermanland, Östergötland och på Öland av Sten Boije, Erik Brate och Sven Söderberg.

### 1900-tal
Wimmers stora danska runverk slutfördes 1908 och omfattade då sex stora volymer. 1914 utkom det också i en koncentrerad handutgåva sammanställd av Lis Jacobsen. Det norska runverket rörande inskrifter med äldre runor avslutades 1924 av Magnus Olsen. Här publicerade Olsen bland annat den märkliga Eggjastenen som hade upptäckts 1917.
Första häftet av Sveriges runinskrifter, som omfattade ungefär hälften av Ölands runinskrifter, utkom år 1900 och var författat av Sven Söderberg. Söderberg avled dock året efter och den fortsatte utgivningen övertogs av Erik Brate. Efter Brates död 1924 inträdde Elias Wessén som medarbetare i det svenska runverket och han kom tillsammans med Sven B. F. Jansson att bli den flitigaste utgivaren i serien. Den senast tryckta delen omfattar Gästriklands runinskrifter och kom 1981. Verket är ännu oavslutat. 
På 1930-talet påbörjade Lis Jacobsen tillsammans med Erik Moltke arbetet med en ny utgåva av de danska runinskrifterna, som till skillnad från Wimmers verk även skulle omfatta försvunna inskrifter. Danmarks runeindskrifter utkom 1941–42. 1942 publicerades också Islands runeindskrifter författat av dansken Anders Bæksted. 1941 inledde Magnus Olsen utgivningen av Norges innskrifter med de yngre runer. Hittills har utkommit sex band, men verket är ännu inte avslutat.
Runinskrifterna med den äldre runraden i Norden och på kontinenten (men inte på brittiska öarna) samlades 1937 i en utgåva Runeninschriften im Älteren Futhark, utgiven av tysken Wolfgang Krause. Denna utkom 1966 i en reviderad och utökat utgåva, som – trots att den har ansågs ha varit föråldrad redan då – fortfarande har ett värde som referensverk.
Den 4 juli 1955 brann det på Bryggen i Bergen. Vid de påföljande arkeologiska undersökningar stötte man på ett fyndmaterial som tidigare hade varit stort sett okänt, nämligen hundratals med runristade träpinnar från medeltiden. I dag uppgår antalet kända runinskrifter från platsen till mer än 700. Detta gav en helt ny insikt i runbruket under medeltiden och gjorde att fokuset för en tid flyttades från de vikingatida runstenarna till runristade lösföremål från medeltiden. Den som framför allt arbetade med materialet från Bryggen var Aslak Liestøl, Magnus Olsens' efterträdare vid Runearkivet i Oslo. 
Även i Sverige har runristade föremål framkommit vid arkeologiska undersökningar i städer som Lödöse, Lund och Sigtuna från 1960-talet och framåt. Den främste företrädaren för den svenska medeltidsrunologin var Elisabeth Svärdström. 1966 inledde hon också en årlig publicering av alla nyfynd i tidskriften Fornvännen under rubriken Runfynd. Denna fortsattes av bland andra Helmer Gustavson och Thorgunn Snædal innan den avstannade i början av 1990-talet.
Amerikanen Claiborne W. Thompson anordnade 1980 The First International Symposium on Runes and Runic Inscriptions i Ann Arbor, Michigan, USA. Denna har följts av ytterligare konferenser var femte år på olika ställen i Europa, senast i Oslo. Efter beslut i Oslo 2010 kommer konferensen framöver att hållas vart fjärde år. Sverige är värdland för konferensen 2014.
1986 började James Knirk vid Runearkivet ge ut Nytt om runer. Meldingsblad om runeforskning med nyheter inom runområdet och korta artiklar om nyfynd och årliga bibliografier. Den kom i Sverige att delvis överta Fornvännens roll för offentliggörande av nyfunna runinskrifter, men lider tyvärr numera av en stor eftersläpning. Det senaste utgivna numret (2004) kom 2006.
1986 startades också projektet De vikingatida runinskrifternas kronologi vid Uppsala universitet, vilket resulterade i ett uppsving i den akademiska forskningen kring runologi och en mängd avhandlingar inom ämnet, som trycktes i serien Runrön. Ett annat resultat av projektet var utvecklingen av en databas, som sedermera utökades och i dag är känd som Samnordisk runtextdatabas.

## Runologiska institutioner
- Runverket, Riksantikvarieämbetet, Stockholm, Sverige.
- Runologisk laboratorium, Nationalmuseet i Köpenhamn, Danmark.
- Runearkivet, Universitetet i Oslo, Norge.
- Uppsala runforum, Institutionen för nordiska språk, Uppsala universitet.

## Runologiska nätresurser
Många hjälpmedel för runologiska studier finns på nätet.
- Hela verket Sveriges runinskrifter är numera digitaliserat och tillgängligt som pdf-filer på nätet.
- Det danska runmaterialet (inkl. Skåne, Blekinge och Halland) finns tillgängligt i databasen Danske runeindskrifter.
- Så gott som samtliga nu kända nordiska runinskrifter finns också upptagna i Samnordisk runtextdatabas, som kan laddas ned från Uppsala runforum. Databasen innehåller läsningar, normaliseringar och tolkningar till engelska, uppgifter om plats, runristare, datering etc. och uppdateras med jämna mellanrum.
- Bibliografier över runlitteraturen finns tillgängliga på flera håll. De mest omfattande finns publicerade i tidskriften Nytt om runer[10] samt i Svensk runbibliografi. Den förra är en generell bibliografi som sträcker sig från 1985 och framåt. Allt finns dock inte tillgängligt på nätet och de senare åren är inte ajourförda. Svensk runbibliografi rör i huvudsak svensk litteratur om svenska runinskrifter och omfattar i huvudsak runlitteratur från 1880-talet fram till nutid. En del äldre litteratur har dock även förtecknats.
- Lena Peterson har sammanställt en ordbok över ordförrådet i de fastlandsvenska runinskrifterna, Svenskt runordsregister.[11] Det bör dock noteras att denna (med undantag för inskriften på Forsaringen) inte omfattar inskrifter på lösföremål eller runinskrifterna på Gotland eller i (de tidigare danska eller norska) landskapen Skåne, Blekinge, Halland och Bohuslän.
- Peterson har även publicerat två omfattande namnböcker rörande namn i runinskrifter: Nordiskt runnamnslexikon (2002)[12] samt Lexikon över urnordiska personnamn (2004).[13]
- Sedan 2010 finns en särskild tidskrift för runologiska studier, Futhark: International Journal of Runic Studies.

### Runskriftmotiv
- Rundjur
  - Runorm
  - Rundrake

- Bindning (runsten)
  - Flätning (runsten)
  - Iriskt koppel